# Tony Gravely
Tony Gravely (Martinsville, Virginia, Estados Unidos, 28 de septiembre de 1991) es un artista marcial mixto estadounidense que compite en la división de peso gallo de Ultimate Fighting Championship.

## Primeros años
Su padre fue instructor de Tae Kwon Do durante más de 25 años, por lo que empezó a practicar este deporte cuando tenía unos tres o cuatro años. Entrenó y compitió en Tae Kwon Do hasta que empezó a luchar en sexto grado, y continuó luchando desde sexto grado hasta la universidad.
Nacido en Martinsville, Virginia, Estados Unidos, asistió a la Escuela Secundaria Magna Vista, donde fue cuatro veces luchador estatal. Tuvo dos temporadas invictas mientras luchaba en la escuela secundaria.
Después del instituto, asistió a la Universidad Estatal de los Apalaches en Carolina del Norte con una beca de lucha. En tres temporadas luchando para los Mountaineers, participó en dos torneos de la NCAA y ganó un campeonato de la Conferencia del Sur. Abandonó App State con una especialización en gestión de la construcción.
Según el Martinsville Bulletin, renunció a su trabajo de gestor de proyectos de construcción en 2016 y decidió centrarse a tiempo completo en una carrera de MMA. Entrenó en la Academia Tech MMA en el suroeste de Virginia durante años mientras perseguía una carrera de lucha profesional. También fue entrenador de lucha libre en la cercana Virginia Tech University mientras se iniciaba en su carrera de luchador de MMA.

## Carrera en las artes marciales mixtas

### Inicios
Tras una carrera amateur de 6-1, durante la cual vengó su única derrota ante Da'Mon Blackshear, tuvo su primera combate profesional en octubre de 2015 contra Chad Wiggington. Ganó el combate en Elite 8 Warrior Challenge por decisión unánime para reclamar su primera victoria. En su segundo combate, cayó ante Pat Sabatini por sumisión de estrangulamiento trasero en la primera ronda en su debut en Cage Fury Fighting Championships (CFFC). La derrota no fue más que un punto de inflexión en su historial inicial, que pasó a encadenar una racha de seis victorias, con cuatro finalizaciones.
Después de esta impresionante racha de victorias, sufrió la peor racha de su carrera, perdiendo tres de sus siguientes cuatro combates. Fue sometido por Ricky Bandejas en el segundo asalto, superado por Merab Dvalishili, y armado por Manny Bermúdez, con una única victoria por decisión entre los combates de Bandejas y Dvalishili. En su única salida con Legacy Fighting Alliance, en LFA 17, derrotó a Keith Richardson por decisión unánime. También derrotó a Jerrell Hodge y a Jordan Morales. En la fuerza de esa carrera, desafió a Patchy Mix por el Campeonato de Peso Gallo de KOTC en KOTC: No Retreat en mayo de 2018. Fue sometido en el primer asalto, cayendo por sumisión. Derrotó a sus siguientes tres oponentes por TKO que vieron victorias sobre Drako Rodriguez, ganando el Campeonato de Peso Gallo de KOTC y James Quigg. En el evento principal de CES MMA 53, noqueó a Kody Nordby en el primer asalto para conseguir el Campeonato de Peso Gallo de CES MMA. Defendió su título de CES MMA en dos ocasiones con paradas consecutivas en CES MMA 54, en la que derrotó a Kris Moutinho en el cuarto asalto, y en CES MMA 55, en la que sometió a Darren Mima en el segundo asalto por sumisión.
Consiguió su oportunidad en UFC cuando fue seleccionado para formar parte del Dana White's Contender Series 24. Se ganó la invitación formal para unirse a la UFC después de registrar un nocaut sobre Ray Rodriguez en el tercer asalto de su combate de Contender Series.

### Ultimate Fighting Championship
Debutó en la UFC contra Brett Johns el 25 de enero de 2020 en UFC Fight Night: Blaydes vs. dos Santos. Perdió el combate por sumisión en el tercer asalto. Este combate le valió el premio a la Pelea de la Noche.
Se enfrentó a Geraldo de Freitas el 14 de noviembre de 2020 en UFC Fight Night: Felder vs. dos Anjos. Ganó el combate por decisión unánime.
Se esperaba que se enfrentara a Nate Maness el 17 de abril de 2021 en UFC on ESPN: Whittaker vs. Gastelum. Sin embargo, Maness fue retirado del combate por razones no reveladas y fue sustituido por Anthony Birchak. Ganó el combate por TKO en el segundo asalto. Esta victoria le valió el premio a la Actuación de la Noche.
Se enfrentó a Nate Maness el 18 de septiembre de 2021 en UFC Fight Night: Smith vs. Spann. Perdió el combate por TKO en el segundo asalto.
Se enfrentó a Saimon Oliveira el 22 de enero de 2022 en UFC 270. Ganó el combate por decisión unánime.
Se enfrentó a Johnny Muñoz Jr. el 4 de junio de 2022 en UFC Fight Night: Volkov vs. Rozenstruik. Ganó el combate por KO en el primer asalto.
Se enfrentó a Javid Basharat el 17 de septiembre de 2022 en UFC Fight Night: Sandhagen vs. Song. Perdió el combate por decisión unánime.

## Campeonatos y logros
- Ultimate Fighting Championship
  - Pelea de la Noche (una vez) vs. Brett Johns[13]
  - Actuación de la Noche (una vez) vs. Anthony Birchak[19]
- CES MMA
  - Campeonato de Peso Gallo de la CES MMA (una vez)
    - Dos defensas exitosas
- King of the Cage
  - Campeonato de Peso Gallo de King of the Cage (una vez)
- Fight Lab
  - Campeonato de Peso Gallo de Fight Lab (una vez)
- PA Cage Fight
  - Campeonato de Peso Gallo de la PACF (una vez)

## Récord en artes marciales mixtas
| Resultado | Récord | Oponente             | Método                                     | Evento                                  | Fecha                    | Ronda | Tiempo | Localización                            | Notas                                                   |
| --------- | ------ | -------------------- | ------------------------------------------ | --------------------------------------- | ------------------------ | ----- | ------ | --------------------------------------- | ------------------------------------------------------- |
| Derrota   | 23-8   | Javid Basharat       | Decisión (unánime)                         | UFC Fight Night: Sandhagen vs. Song     | 17 de septiembre de 2022 | 3     | 5:00   | Las Vegas, Nevada                       |                                                         |
| Victoria  | 23-7   | Johnny Muñoz Jr.     | KO (puñetazos)                             | UFC Fight Night: Volkov vs. Rozenstruik | 4 de junio de 2022       | 1     | 1:08   | Las Vegas, Nevada                       |                                                         |
| Victoria  | 22-7   | Saimon Oliveira      | Decisión (unánime)                         | UFC 270                                 | 22 de enero de 2022      | 3     | 5:00   | Anaheim, California                     |                                                         |
| Derrota   | 21-7   | Nate Maness          | TKO (puñetazos)                            | UFC Fight Night: Smith vs. Spann        | 18 de septiembre de 2021 | 2     | 2:10   | Las Vegas, Nevada                       |                                                         |
| Victoria  | 21-6   | Anthony Birchak      | TKO (puñetazos)                            | UFC on ESPN: Whittaker vs. Gastelum     | 17 de abril de 2021      | 2     | 1:31   | Las Vegas, Nevada                       | Actuación de la Noche.                                  |
| Victoria  | 20-6   | Geraldo de Freitas   | Decisión (dividida)                        | UFC Fight Night: Felder vs. dos Anjos   | 15 de noviembre de 2020  | 3     | 5:00   | Las Vegas, Nevada                       |                                                         |
| Derrota   | 19-6   | Brett Johns          | Sumisión (estrangulamiento por detrás)     | UFC Fight Night: Blaydes vs. dos Santos | 25 de enero de 2020      | 3     | 2:53   | Raleigh, Carolina del Norte             | Pelea de la Noche.                                      |
| Victoria  | 19-5   | Ray Rodriguez        | TKO (puñetazos)                            | Dana White's Contender Series 24        | 13 de agosto de 2019     | 3     | 2:16   | Las Vegas, Nevada                       |                                                         |
| Victoria  | 18-5   | Darren Mima          | Sumisión (estrangulamiento por detrás)     | CES 55: Wells vs. de Jesus              | 29 de marzo de 2019      | 2     | 4:54   | Hartford, Connecticut                   | Defendió el Campeonato de Peso Gallo de la CES MMA.     |
| Victoria  | 17-5   | Kris Moutinho        | KO (puñetazos)                             | CES 54: Andrews vs. Logan               | 19 de enero de 2019      | 4     | 4:02   | Lincoln, Rhode Island                   | Defendió el Campeonato de Peso Gallo de la CES MMA.     |
| Victoria  | 16-5   | Kody Nordby          | KO (puñetazo)                              | CES 53: Gravely vs. Nordby              | 2 de noviembre de 2018   | 1     | 0:36   | Lincoln, Rhode Island                   | Ganó el vacante Campeonato de Peso Gallo de la CES MMA. |
| Victoria  | 15-5   | Drako Rodriguez      | TKO (puñetazos)                            | KOTC: Territorial Conflict              | 15 de septiembre de 2018 | 5     | 3:49   | Niagara Falls, Nueva York               | Ganó el vacante Campeonato de Peso Gallo de KOTC.       |
| Victoria  | 14-5   | Bruno Ferreira       | TKO (puñetazos)                            | Road to M-1 USA                         | 11 de agosto de 2018     | 1     | N/A    | Nashville, Tennessee                    |                                                         |
| Victoria  | 13-5   | James Quigg          | TKO                                        | Fight Lab 59                            | 22 de junio de 2018      | 3     | 1:08   | Charlotte, Carolina del Norte           | Ganó el Campeonato de Peso Gallo de Fight Lab.          |
| Derrota   | 12-5   | Patchy Mix           | Sumisión (estrangulamiento por guillotina) | King of the Cage: No Retreat            | 12 de mayo de 2018       | 1     | 1:44   | Salamanca, Nueva York                   | Por el Campeonato de Peso Gallo de KOTC.                |
| Victoria  | 12-4   | Jerrell Hodge        | Decisión (unánime)                         | CFFC 68                                 | 21 de octubre de 2017    | 3     | 5:00   | Atlantic City, Nueva Jersey             |                                                         |
| Victoria  | 11-4   | Jordan Morales       | Decisión (unánime)                         | PA Cage Fight 29                        | 22 de septiembre de 2017 | 3     | 5:00   | Wilkes-Barre, Pensilvania               | Ganó el Campeonato de Peso Gallo de la PACF.            |
| Victoria  | 10-4   | Keith Richardson     | Decisión (unánime)                         | LFA 17                                  | 21 de julio de 2017      | 3     | 5:00   | Charlotte, Carolina del Norte           | Combate de peso acordado (140 libras).                  |
| Victoria  | 9-4    | Francis Healy        | Decisión (unánime)                         | KOTC: Heavy Hands                       | 13 de mayo de 2017       | 3     | 5:00   | Washington, Pensilvania                 | Combate de peso pluma.                                  |
| Derrota   | 8-4    | Manny Bermudez       | Sumisión (barra de brazo)                  | Cage Titans 33                          | 8 de abril de 2017       | 1     | N/A    | Plymouth, Massachusetts                 |                                                         |
| Derrota   | 8-3    | Merab Dvalishvili    | Decisión (unánime)                         | Ring of Combat 57                       | 18 de noviembre de 2016  | 3     | 5:00   | Atlantic City, Nueva Jersey             |                                                         |
| Victoria  | 8-2    | Tim Sosa             | Decisión (unánime)                         | KOTC: Harm's Way                        | 17 de septiembre de 2016 | 3     | 5:00   | Washington, Pensilvania                 |                                                         |
| Derrota   | 7-2    | Ricky Bandejas       | Sumisión (estrangulamiento por detrás)     | CFFC 60                                 | 6 de agosto de 2016      | 2     | 2:32   | Atlantic City, Nueva Jersey             |                                                         |
| Victoria  | 7-1    | Dave Roberts         | TKO (puñetazos)                            | CFFC 58                                 | 21 de mayo de 2016       | 3     | 2:37   | Atlantic City, Nueva Jersey             |                                                         |
| Victoria  | 6-1    | Dylan Cala           | Sumisión (estrangulamiento por detrás)     | Cage Rage 4                             | 16 de abril de 2016      | 1     | 3:01   | Greensboro, Carolina del Norte          |                                                         |
| Victoria  | 5-1    | Paul Grant           | TKO (puñetazos)                            | Ring of Combat 54                       | 4 de marzo de 2016       | 3     | 1:02   | Atlantic City, Nueva Jersey             |                                                         |
| Victoria  | 4-1    | Reginald Barnett Jr. | Decisión (unánime)                         | Elite Warrior Challenge 9               | 6 de febrero de 2016     | 3     | 5:00   | Salem, Virginia                         |                                                         |
| Victoria  | 3-1    | Dwayne Holman Jr.    | Decisión (unánime)                         | CFFC 55: Chookagian vs. Varela          | 9 de enero de 2016       | 3     | 5:00   | Atlantic City, Nueva Jersey             | Regreso al peso gallo.                                  |
| Victoria  | 2-1    | Vladimir Kazbekov    | Sumisión (estrangulamiento por detrás)     | Global Proving Ground 22                | 21 de noviembre de 2015  | 2     | 4:20   | Municipio de Mount Laurel, Nueva Jersey | Combate de peso acordado (130 libras.                   |
| Derrota   | 1-1    | Pat Sabatini         | Sumisión (estrangulamiento por detrás)     | CFFC 52: Horcher vs. Regman             | 31 de octubre de 2015    | 1     | 2:47   | Atlantic City, Nueva Jersey             | Debut en el peso pluma.                                 |
| Victoria  | 1-0    | Chad Wiggington      | Decisión (unánime)                         | Elite Warrior Challenge 8               | 10 de octubre de 2015    | 3     | 5:00   | Salem, Virginia                         | Debut en el peso gallo.                                 |